# Radim Špaček
Radim Špaček (ur. 13 października 1973 w Ostrawie) – czeski aktor i reżyser filmowy. Był też raz producentem i scenarzystą. W 2010 zdobył Czeskiego Lwa za reżyserię filmu Związani.